# Newellton
Newellton – miasto w Stanach Zjednoczonych, w stanie Luizjana, w parafii Tensas.